# 표현론 (수학)
표현론(representation theory)은 수학적 대상을 다른 방식으로 표현해서 성질을 알아보는 수학의 한 분야이다. 대표적인 표현론은 군의 표현이 있다.

## 같이 보기
- 군의 표현